# Nöjeskatten

Nöjeskatten var en teater på Ringvägen 125 på Södermalm i Stockholm, ledd av Carl-Gustaf Lindstedt och Arne Källerud från slutet av 1950-talet till mitten av 1960-talet. Under en tid gick teatern under namnet Boulevardteatern, som bara har namnet gemensamt med den andra mer sentida Boulevardteatern, som öppnade på Götgatan år 1984.

## Historik
Lokalen användes först som biograf med namnet Trocadero en kort period mellan 30 september 1933 och juni 1934. Trocadero lanserades som biograf för invånarna i de södra förstäderna Enskede och Örby. Redan ett år efter öppnandet köptes fastigheten av Nationaltemplarorden, (NTO), som då  ville ha lokalen för sin egen verksamhet.
År 1942 omvandlades biografsalongen till teater under namnet Boulevardteatern. Från 1946 drevs den av Karl-Axel Forssberg, som erbjöd en djärv repertoar med bland annat pjäser av Ingmar Bergman, J. B. Priestley, Thornton Wilder och revyer av Rune Moberg (såsom Förbjudet nöje, 1950).
1957 övertogs lokalen av Carl-Gustaf Lindstedt och Arne Källerud som startade teatern Nöjeskatten. De drev teatern fram till mitten av 1960-talet.

## Uppsättningar

### Boulevardteatern
| År   | Produktion                                                                                       | Upphovsmän                             | Regi                        | Noter |
| ---- | ------------------------------------------------------------------------------------------------ | -------------------------------------- | --------------------------- | --- |
| 1942 | Den stora frågan                                                                                 | Alf Henrikson och Staffan Tjerneld     | Gösta Terserus              | Premiär 3 juni 1942 Scenografi Gunnar Lindblad |
| 1943 | Kjolfeber Petticoat                                                                              | Mark Reed                              | Carl Cramer                 | Premiär 30 december 1943 Scenografi Gunnar Lindblad |
| 1944 | Hotellrummet La chambre d'hotel                                                                  | Pierre Rocher                          | Ingmar Bergman              | Premiär 13 februari 1944 Sif Ruud, Siv Thulin, Gunnar Nielsen, Estrid Hesse, Karl-Axel Forssberg, Rune Stylander, Curt Edgard, Barbro Ribbing, Ingrid Luterkort, Bertil Sjödin, Carl Cramér, Monica Schildt Scenografi Gunnar Lindblad                          |
| 1944 | Rödluvan och vargen Rotkäppchen                                                                  | Robert Bürkner                         | Ingmar Bergman              | Premiär 17 mars 1944 Siv Thulin, Monica Schildt, Estrid Hesse, Rune Stylander, Bertil Sjödin, Curt Edgard, Birger Malmsten Scenografi Gunnar Lindblad |
| 1944 | Den farliga sanningen Dangerous corner                                                           | John Boynton Priestley                 | Olle Hilding                | Premiär 2 juni 1944 Scenografi Gunnar Lindblad |
| 1944 | Lyckliga dagar Les jours heureux                                                                 | Claude-André Puget                     | Calle Flygare               | Premiär 18 juni 1944 Scenografi Gunnar Lindblad |
| 1944 | Henrik V Henry V                                                                                 | William Shakespeare                    | Carl Cramer                 | Premiär 5 september 1944 Scenografi Olof Hiller |
| 1944 | Hennes lilla majestät                                                                            | Paul Lanzinger                         | Manne Grünberger            | Premiär 16 september 1944 Scenografi Gunnar Lindblad |
| 1944 | Den hemlösa hunden, revy                                                                         | Günther Stiel                          |                             | Premiär 3 november 1944 Scenografi Lasse Wellton |
| 1944 | Rena rama sanningen Nothing But the Truth                                                        | James Montgomery                       | Manne Grünberger            | Premiär 26 december 1944 Scenografi Gerhard Pettersson |
| 1945 | Ung och oerfaren                                                                                 | Robert Morley                          | Ragnar Falck                | Premiär 31 augusti 1945 Scenografi Gerhard Pettersson |
| 1945 | När mörkret faller Night Must Fall                                                               | Emlyn Williams                         | Rudolf Wendbladh            | Premiär 5 oktober 1945 Scenografi Rudolf Wendbladh |
| 1946 | 9 till 6                                                                                         | Aimee Stuart och Philip Stuart         | Tord Stål                   | Premiär 6 maj 1946 Gästspel av Gruppteatern |
| 1946 | Syndafloden                                                                                      | Henning Berger                         | Ragnar Falck                | Premiär 28 maj 1946 Gästspel av Gruppteatern |
| 1946 | Tio små niggerpojkar Ten Little Niggers                                                          | Agatha Christie                        | Gösta Terserus              | Premiär 4 oktober 1946 Scenografi Nils Lindwall |
| 1946 | Bröllopsnatt för tre Is Your Honeymoon Really Necessary?                                         | Vivian Tidmarch                        | Hugo Bolander               | Premiär 26 december 1946 Scenografi Nils Lindwall |
| 1947 | Sonja                                                                                            | Herbert Grevenius                      | John Zacharias              | Premiär 8 mars 1947 Scenografi Gustaf Hedberg |
| 1947 | Att gifta sig                                                                                    | Guglielmo Zorzi                        | Peter Winner                | Premiär 18 april 1947 |
| 1947 | Älskling, jag ger mig Yes, My Darling Daughter                                                   | Mark Reed                              | Sture Ericson               | Premiär 23 maj 1947 Astrid Söderbaum, Margareta Högfors, Siv Thulin, Hanny Schedin, Peter Winner, Bertil Sjödin, Willy Keidser, Marianne Stjernqvist |
| 1947 | Tjuvarnas bal Le bal des voleurs                                                                 | Jean Anouilh                           | John Zacharias              | Premiär 23 september 1947 Börje Mellvig, Sven Magnusson, Stig Olin, Ingrid Luterkort, Karl Erik Flens, Mimi Nelson, Astrid Söderbaum, Karl-Axel Forssberg, Arne Källerud, Britt Rudheim, Ingvar Eidin Scenografi Eric Söderberg                                 |
| 1947 | Barnet är mitt Moderdyret                                                                        | Leck Fischer                           | Ingrid Luterkort            | Premiär 6 november 1947 Scenografi Eric Söderberg |
| 1947 | Fan ger ett anbud Hvem er jeg                                                                    | Carl Erik Soya                         | John Zacharias              | Premiär 26 december 1947 Scenografi Eric Söderberg |
| 1948 | Att älska en häxa                                                                                | Mika Waltari                           | John Zacharias              | Premiär 17 mars 1948 Scenografi Eric Söderberg |
| 1948 | Född i morgon                                                                                    | John Coates                            | John Zacharias              | Premiär 2 maj 1948 Scenografi Eric Söderberg |
| 1948 | Leokadia Léocadia                                                                                | Jean Anouilh                           | John Zacharias              | Premiär 14 september 1948 Scenografi Eric Söderberg |
| 1948 | Melodi på lergök                                                                                 | Lars-Levi Læstadius                    | John Zacharias              | Premiär 4 november 1948 Scenografi Eric Söderberg |
| 1949 | Brott och brott                                                                                  | August Strindberg                      | John Zacharias              | Premiär 18 januari 1949 Scenografi Eric Söderberg |
| 1949 | Markens gud The field god                                                                        | Paul Green                             | Gösta Folke                 | Premiär 15 mars 1949 Scenografi Eric Söderberg |
| 1949 | Den eviga Eva                                                                                    | Jens Locher                            | John Zacharias              | Premiär 2 september 1949 Scenografi Eric Söderberg |
| 1949 | Rakel och biografvaktmästaren                                                                    | Ingmar Bergman                         | John Zacharias              | Premiär 9 november 1949 Scenografi Eric Söderberg |
| 1949 | Trilli Troll på äventyr                                                                          | Grete Almgren                          | Ingrid Luterkort            | Premiär 18 december 1949 Scenografi Alvar Granström |
| 1950 | Taklagsöl                                                                                        | August Strindberg                      | Toivo Pawlo                 | Premiär 11 januari 1950 |
| 1950 | Utanför dörren Draussen vor der Tür                                                              | Wolfgang Borchert                      | John Zacharias              | Premiär 24 januari 1950 Scenografi Eric Söderberg |
| 1950 | En stackars lycklig man Plainte contre inconnu                                                   | Georges Neveux                         | Börje Mellvig               | Premiär 28 mars 1950 Scenografi Eric Söderberg |
| 1950 | Förbjudet nöje, revy                                                                             | Rune Moberg                            | Arne Forsberg Sture Ericson | Premiär 31 augusti 1950 Scenografi Yngve Gamlin |
| 1950 | Lycklig resa Happy journey to Trenton and Camden Den långa julmiddagen The long christmas dinner | Thornton Wilder                        | Arne Forsberg               | Premiär 26 december 1950 Scenografi Yngve Gamlin |
| 1951 | Fritt val Frit valg                                                                              | Carl Erik Soya                         | Sture Ericson               | Premiär 14 februari 1951 Scenografi Yngve Gamlin |
| 1951 | Den anständiga Adele Le don d'Adèle                                                              | Pierre Barillet och Jean-Pierre Gredy  | Arne Forsberg               | Premiär 21 mars 1951 Scenografi Yngve Gamlin |
| 1951 | Loffes lekstuga, revy                                                                            | Rune Moberg                            | Elof Ahrle                  | Premiär 14 september 1951 Scenografi Yngve Gamlin |
| 1952 | Ringlek Reigen                                                                                   | Arthur Schnitzler                      | Bengt Blomgren              | Premiär 17 januari 1952 Boy Wiberg, Bengt Thörnhammar, Siv Thulin, Hans Lindgren, Gunnel Wadner, Karl-Axel Forssberg, Erna Groth, Bengt Blomgren, Julie Bernby, Lars Lennartsson Scenografi Yngve Gamlin                                                        |
| 1952 | Ner med lyxrevyn, revy                                                                           | Rune Moberg                            | Bengt Blomgren              | Premiär 29 augusti 1952 Scenografi Yngve Gamlin |
| 1953 | Mysteriet Martin Dangerous corner                                                                | John Boynton Priestley                 | Verner Arpe                 | Premiär 14 januari 1953 Scenografi Yngve Gamlin |
| 1953 | Sönderslagen spegel                                                                              | Lars-Levi Læstadius                    | Anders Andelius             | Premiär 27 februari 1953 |
| 1953 | Den sköna synderskan, cabaret                                                                    | Rune Moberg                            |                             | Premiär 1 maj 1953 |
| 1953 | Anatols kärleksaffärer Anatol                                                                    | Arthur Schnitzler                      | Kotti Chave                 | Premiär 20 augusti 1953 Rune Stylander, Kotti Chave, Ulla-Britta Frölander, Eivor Engelbrektsson, Wera Lindby, Aia Lagergren, Bengt Thörnhammar |
| 1953 | Hamlet                                                                                           | William Shakespeare                    | Bengt Blomgren              | Premiär 30 september 1953 Scenografi Kåge Andersson |
| 1953 | Arsenik och gamla spetsar Arsenic and old lace                                                   | Joseph Kesselring                      | Bengt Blomgren              | Premiär 13 november 1953 Scenografi Kåge Andersson |
| 1954 | Arsenik åt alla spetsar, revy                                                                    | Rune Moberg                            | Gösta Jonsson               | Premiär 1 januari 1954 Julia Cæsar, Elof Ahrle, Lars Lennartsson, Wera Lindby, Eivor Engelbrektsson, Bengt Thörnhammar, Asta Nyström, Folke Udenius, Ulla-Britta Frölander, Leif Hedenberg Scenografi Kåge Andersson 112 föreställningar                        |
| 1954 | Hösten är vår, revy                                                                              | Lennart Anderzon och Tjadden Hällström | Tjadden Hällström           | Premiär 11 september 1954 Julia Cæsar, Bengt Thörnhammar, Wera Lindby, Gunnel Hällström, Nenne Peterson, Lill Estlander, Leif Hedenberg, Maud Nygren, Nils Åsblom, Tjadden Hällström Scenografi Kåge Andersson, Kostym Gunnel Andersson 112 föreställningar     |
| 1955 | Oförskämt, revy                                                                                  | Rune Moberg                            | Kåge Sigurth                | Premiär 1 januari 1955 Julia Cæsar, Wera Lindby, Lill Estlander, Bengt Thörnhammar, Maud Nygren, Hans Lindgren, Eric Stolpe, Nils Åsblom, Leif Hedenberg Scenografi Kåge Andersson 112 föreställningar                                                          |
| 1955 | Marknad i Mora eller Jag gick mig ut en afton...                                                 | Anna Eisler                            | Anna Eisler                 | Premiär 6 maj 1955 |
| 1955 | Alltid retar det nån, revy                                                                       | Lennart Anderzon och Tjadden Hällström | Tjadden Hällström           | Premiär 3 september 1955 Julia Cæsar, Tjadden Hällström, Gunnel Hällström, Bengt Thörnhammar, Ulla-Britta Frölander, Nils Åsblom, Gunnar Schyman, Hans Rydell, Gun-Britt Öhrström, Kerstin Nyberg Scenografi Appel, Kostym Gunnel Hällström 103 föreställningar |
| 1956 | Kom och sitt i knä't, revy                                                                       | Rune Moberg                            | Tjadden Hällström           | Premiär 1 januari 1956 Julia Cæsar, Tjadden Hällström, Gunnel Hällström, Bengt Thörnhammar, Erna Groth, Hans Lindgren, Gunnar Schyman, Nils Åsblom, Gun-Britt Öhrström Scenografi Kåge Andersson, Kostym Gunnel Hällström och Märit Åsblom 116 föreställningar  |
| 1956 | Tolvan                                                                                           | Alf Henrikson                          | Karl Erik Flens             | Premiär 1 september 1956 Julia Cæsar, Gunnar Schyman, Bengt Thörnhammar, Nils Åsblom, Anna-Greta Krigström, Ann-Mari Wiman, Hans Lindgren, Ulla-Britta Frölander, Hans Rydell, Per Olov, Anders Andelius Scenografi Torolf G. Engström 82 föreställningar       |
| 1956 | En sån cigarr, revy                                                                              | Rune Moberg                            | Per Edström                 | Premiär 17 november 1956 Julia Cæsar, Anna-Greta Krigström, Ann-Mari Wiman, Bengt Thörnhammar, Hans Lindgren, Gunnar Schyman, Nils Åsblom, Ulla-Britta Frölander, Hans Rydell, Per Olov Scenografi Torolf G. Engström 130 föreställningar                       |

### Nöjeskatten
| År   | Produktion                    | Upphovsmän                            | Regi                | Noter |
| ---- | ----------------------------- | ------------------------------------- | ------------------- | --- |
| 1957 | De' osar katt, revy           | Rune Moberg och Carl-Gustaf Lindstedt | Torsten Lilliecrona | Premiär 13 september 1957 Scenografi Gunnar Karlsson |
| 1958 | Fly mig en greve, operettrevy | Rune Moberg och Carl-Gustaf Lindstedt | Bengt Blomgren      | Premiär 19 september 1958 Scenografi Gunnar Karlsson |
| 1959 | Fly mig en greve, operettrevy | Rune Moberg och Carl-Gustaf Lindstedt | Bengt Blomgren      | Premiär 14 september 1959 Scenografi Gunnar Karlsson |
| 1960 | Svenska Floyd, revy           | Rune Moberg och Carl-Gustaf Lindstedt | Börje Nyberg        | Premiär 1 januari 1960 Scenografi Gunnar Karlsson |
| 1961 | Framåt mars, revy             | Rune Moberg och Carl-Gustaf Lindstedt | Börje Nyberg        | Premiär 13 oktober 1961 Scenografi Börje Nyberg |
| 1963 | Vi har fyr för oss, revy      | Bros. Corp.                           | Ragnar Sörman       | Premiär 13 september 1963 Arne Källerud, Rune Ek, Hans Lindgren, Hans Ellis, Irma Erixson, Norma Ahlquist, Lena Hansson, Berit Tancred, Gunnar Ousbäck, Lasse Lundstedt Scenografi Akke Nordwall, Kostym Vanja Brunzell |

### Boulevardteatern
| År   | Produktion                          | Upphovsmän                                             | Regi                        | Noter |
| ---- | ----------------------------------- | ------------------------------------------------------ | --------------------------- | --- |
| 1964 | Född i går Born yesterday           | Garson Kanin                                           | Lasse Krantz Leif Hedenberg | Premiär 26 november 1964 Scenografi Lasse Krantz |
| 1965 | Full rulle                          | Arthur Johansson                                       | Hans Hellberg               | Premiär 18 mars 1965 Scenografi Hans Hellberg |
| 1965 | Värdshuset den blaserade guldfisken | Esse Björkman (visor och musik) Seth von Oben (dialog) | Lasse Krantz                | Premiär 27 november 1965 Lasse Krantz, Astrid Söderbaum, Solveig Karlsson, Lars Lennartsson, Richard Lindskog Scenografi Lasse Krantz, Danser Siv Ander, Musikarrangemang Gunnar Hahn |
| 1965 | Pippi Långstrump                    | Astrid Lindgren                                        | Morgan Andersson            | Premiär 6 december 1965 Scenografi Sören Brunes Gästspel av Appoloniateatern som matiné på vardagarna i december                                                                      |